# Soera Het Overweldigende Moment
Soera Het Overweldigende Moment is een soera van de Koran.
De soera is vernoemd naar de eerste aya waar gesproken wordt over het overweldigende moment waarop de mens geoordeeld zal worden. Daarnaast wordt een korte beschrijving gegeven van hemel en hel.